# 完颜律明
完颜律明，女真族，完颜氏，金朝抗蒙将领，《金史》没有记载，其事迹在野史《南迁录》，被称为徐王。
大安三年（1211年）十二月，金中都（今北京市）守将完颜天骥设计巷战，诱蒙古骑兵入城，以伏兵击败蒙古军。完颜天骥战死后，完颜律明继续领兵守卫中都，令金军从城上射击攻城蒙古军，夜间派遣轻骑至蒙古军劫营。蒙古军攻中都不下，次年正月，被迫撤兵解围。